# Karl Heimerich
Karl Heimerich (* 1893; † unbekannt) war ein deutscher Jurist und Landrat.

## Leben und Wirken
Nach Schulbesuch, Studium der Rechtswissenschaften und Promotion zum Dr. jur. legte er am 12. Dezember 1925 die juristische große Staatsprüfung ab. Danach war er im öffentlichen Dienst zunächst als Regierungsassessor und dann als Regierungsrat tätig und arbeitete bei der Regierung Ansbach.
Am 4. April 1932 wurde er zum Landrat des Kreises Bremervörde ernannt, nachdem er diese Funktion bereits seit November 1931 kommissarisch ausgeübt hatte. Bereits nach kurzer Zeit wechselte er im Dezember 1932 kommissarisch als Landrat in den Kreis Zeitz in der preußischen Provinz Sachsen. 1933 übernahm er definitiv diese Funktion und blieb bis zum Ende des Zweiten Weltkrieges im Amt. Nach seiner Dienstentlassung wurde in Zeitz Otto Weber sein Nachfolger.